# 三井アウトレットパーク ジャズドリーム長島
三井アウトレットパーク ジャズドリーム長島（みついアウトレットパークジャズドリームながしま）は、三重県桑名市長島町浦安にある三井アウトレットパーク系列のアウトレットモールである。

## 概要
長島観光開発と三井不動産が提携して、2002年（平成14年）3月28日に開業した。三井アウトレットパークとしては、通算6番目の店舗にあたる。
ナガシマスパーランド、湯あみの島、ホテル花水木をはじめとするナガシマリゾートを構成する。2006年（平成18年）7月に拡張し、東海地方で2番目の145店舗となった。2007年（平成19年）9月に店舗数は一時期国内最大の190店舗となった。また、2011年（平成23年）9月21日に拡張し196店舗から240店舗、2017年（平成29年）9月25日に拡張のうえリニューアルオープン。この時点では店舗数国内最多302店舗・店舗面積国内最大のアウトレットになった。
開業当初は単に「ジャズドリーム長島」の名であったが、2008年（平成20年）4月1日より三井不動産が運営するアウトレットモールの名称が『「三井アウトレットパーク」+「地域名称」』に変更・統一されたことに伴い、現在は「三井アウトレットパーク ジャズドリーム長島」となっている。ただし、ほかのアウトレットモールが名称変更の際に愛称を削除したのとは異なり、「ジャズドリーム」の愛称を残したまま名称を変更した。

## 施設概要
現在のテナントの詳細は、公式サイトのショップガイドまたはフロアガイドを参照。
木曽三川の河口という立地に着目し、アメリカ・ニューオーリンズの街並みをイメージしている。
センターコートと名付けられた中央の広場をとり囲むように、外壁にパステルカラーを取り入れた2階建ての建物がモールを形成し、アウトレットショップ、フードコート、レストランなどを回遊するように巡ることができる。メインエントランスからパークサイドエリアにかけてはナガシマスパーランドに隣接している。

## 周辺施設
- ナガシマスパーランド
- ホテル花水木
- なばなの里